# Брикур
Брикур (фр. Brucourt) насеље је и општина у северној Француској у региону Доња Нормандија, у департману Калвадос која припада префектури Лисје.
По подацима из 2011. године у општини је живело 125 становника, а густина насељености је износила 19,0 становника/km². Општина се простире на површини од 6,6 km². Налази се на средњој надморској висини од 4 метра (максималној 105 m, а минималној 2 m).

## Демографија
| 1962. | 1968. | 1975. | 1982. | 1990. | 1999. | 2011. |
| ----- | ----- | ----- | ----- | ----- | ----- | ----- |
| 111   | 114   | 84    | 107   | 108   | 120   | 125   |

График промене броја становника у току последњих година